# Фейган-Уолкотт, Малакай
Ма́лакай Фе́йган-Уо́лкотт (англ. Malachi Fagan-Walcott; родился 11 марта 2002, Лондон) — английский футболист, защитник клуба «Кардифф Сити», выступающий на правах аренды за шотландский «Данфермлин Атлетик».

## Клубная карьера
В 2015 году стал игроком футбольной академии «Тоттенхэм Хотспур», перейдя туда из клуба «Норсмен». В ноябре 2019 года подписал свой первый профессиональный контракт со «шпорами». 10 марта 2020 года дебютировал в основном составе «Тоттенхэма» в матче Лиги чемпионов УЕФА против немецкого клуба «РБ Лейпциг», выйдя на замену Сержу Орье.
28 января 2021 года на правах аренды присоединился к шотландскому клубу «Данди» до конца сезона. В марте, после двух выступлений, «тёмно-синие» подтвердили, что Фейган-Уолкотт вернется в «Тоттенхэм» из-за травмы. 

## Карьера в сборной
Выступал за сборные Англии до 15, до 16 и до 17 лет.